# Microphysogobio amurensis
Microphysogobio amurensis är en fiskart som först beskrevs av Taranetz, 1937.  Microphysogobio amurensis ingår i släktet Microphysogobio och familjen karpfiskar. Inga underarter finns listade i Catalogue of Life.